# Salicină
Salicina este o glucozidă fenolică, iar denumirea sa provine de la planta în care este răspândită, mai exact în scoarța de salcie (Salix). Este un precursor biosintetic al aldehidei salicilice.

## Proprietăți
Compusul prezintă un efect analgezic și antiinflamator. Efectul este foarte similar cu cel al acidului salicilic și al aspirinei. Salicina este și sursa originală naturală a aspirinei, fiind similară din punct de vedere chimic. Mai exact, după administrare, în organism salicina se transformă în alcool salicilic și glucoză. Alcoolul este oxidat la acid salicilic, acesta fiind responsabil de efect. Compusul este mai amar comparativ cu chinina.